# Konrad Summerhart

De contractibus licitis atque illicitis, 1580 (Fondazione Mansutti, Milano).

Konrad Summerhart (1455 – 1511) è stato un teologo tedesco.

## Biografia
Originario del Württemberg, studiò a Parigi e a Tübingen, dove poi nel 1489 divenne professore di teologia e filosofia. Morì di peste nel convento di Schuttern a Offenburg. Apparteneva alla corrente teologica che sosteneva l'illiceità dell'assicurazione, insieme a Jacopo Passavanti. Nel suo saggio De contractibus licitis, atque illicitis, l'autore ritiene che il contratto di assicurazione - paragonato alla scommessa e al gioco d'azzardo - sia illecito poiché gli obblighi delle parti nascono da un evento fortuito e l'assicuratore realizza un guadagno senza partecipare alla salvaguardia della cosa assicurata.